# Capi di Stato e di governo nel 1952
Lista dei capi di Stato e di governo nel 1952.

## Africa
- Egitto
  - Re:
    1. Farouk (1936–1952)
    2. Fuad II (1952–1953)

  - Reggente: Muhammad Abdel Moneim (1952–1953)
  - Primo ministro:
    1. Mustafa al-Nahhas (1950–1952)
    2. Ali Maher (1952)
    3. Ahmad Najib al-Hilali (1952)
    4. Husayn Sirri (1952)
    5. Ahmad Najib al-Hilali (1952)
    6. Ali Maher (1952)
    7. Muhammad Naguib (1952–1954)
- Etiopia
  - Imperatore: Haile Selassie I (1941–1974)
  - Primo ministro: Makonnen Endelkachew (1942–1957)
- Liberia
  - Presidente: William Tubman (1944–1971)
- Libia
  - Re: Idris (1951–1969)
  - Primo ministro: Mahmud al-Muntasir, (1951–1954)
- Sud Africa
  - Re:
    1. Giorgio VI (1936–1952)
    2. Elisabetta II (1952–1961)

  - Governatore generale: Ernest Jansen (1951–1959)
  - Primo ministro: Daniel François Malan (1948–1954)

## America
- Argentina
  - Presidente: Juan Domingo Perón (1946–1955)
- Bolivia
  - Presidente:
    1. Hugo Ballivián (1951–1952)
    2. Hernán Siles Zuazo (1952)
    3. Víctor Paz Estenssoro (1952–1956)
- Brasile
  - Presidente: Getúlio Vargas (1951–1954)
- Canada
  - Re:
    1. Giorgio VI (1936–1952)
    2. Elisabetta II (1952–2022)

  - Governatore generale del Canada:
    1. Harold Alexander (1946–1952)
    2. Vincent Massey (1952–1959)

  - Primo ministro: Louis Saint-Laurent (1948–1957)
- Cile
  - Presidente:
    1. Gabriel González Videla (1946–1952)
    2. Carlos Ibáñez del Campo (1952–1958)
- Colombia
  - Presidente: Roberto Urdaneta Arbeláez (1951–1953)
- Costa Rica
  - Presidente: Otilio Ulate Blanco (1949–1953)
- Cuba
  - Presidente:
    1. Carlos Prío Socarrás (1948–1952)
    2. Fulgencio Batista (1952–1959)

  - Primo ministro: Óscar Gans (1951–1952)
- Repubblica Dominicana
  - Presidente:
    1. Rafael Leónidas Trujillo (1942–1952)
    2. Héctor Trujillo (1952–1960)
- Ecuador
  - Presidente:
    1. Galo Plaza (1948–1952)
    2. José María Velasco Ibarra (1952–1956)
- El Salvador
  - Presidente: Óscar Osorio (1950–1956)
- Guatemala
  - Presidente: Jacobo Arbenz Guzmán (1951–1954)
- Haiti
  - Presidente: Paul Eugène Magloire (1950–1956)
- Honduras
  - Presidente: Juan Manuel Gálvez (1949–1954)
- Messico
  - Presidente:
    1. Miguel Alemán Valdés (1946–1952)
    2. Adolfo Ruiz Cortines (1952–1958)
- Nicaragua
  - Presidente: Anastasio Somoza García (1950–1956)
- Panama
  - Presidente:
    1. Alcibíades Arosemena (1951–1952)
    2. José Antonio Remón Cantera (1952–1955)
- Paraguay
  - Presidente: Federico Chávez (1949–1954)
- Perù
  - Presidente: Manuel A. Odría (1950–1956)
  - Primo ministro: Zenón Noriega Agüero (1950–1954)
- Stati Uniti d'America
  - Presidente: Harry Truman (1945–1953)
- Uruguay
  - Presidente: Andrés Martínez Trueba (1951–1955)
- Venezuela
  - Presidente:
    1. Germán Suárez Flamerich (1950–1952)
    2. Marcos Pérez Jiménez (1952–1958)

## Asia
- Afghanistan
  - Re: Mohammed Zahir Shah (1933–1973)
  - Primo ministro: Shah Mahmud Khan (1946–1953)
- Arabia Saudita
  - Re: Abd al-Aziz, (1932–1953)
- Bhutan
  - Re :
    1. Jigme Wangchuck (1926–1952)
    2. Jigme Dorji Wangchuck (1952–1972)

  - Primo ministro:
    1. Raja Sonam Tobgay Dorji (1917–1952)
    2. Jigme Palden Dorji (1952–1964)
- Birmania
  - Presidente:
    1. Sao Shwe Thaik (1948–1952)
    2. Ba U (1952–1957)

  - Primo ministro: U Nu (1948–1956)
- Ceylon
  - Re:
    1. Giorgio VI (1936–1952)
    2. Elisabetta II (1952–1972)

  - Governatore generale: Herwald Ramsbotham (1949–1954)
  - Primo ministro:
    1. Don Stephen Senanayake (1947–1952)
    2. Dudley Senanayake (1952–1953)
- Cina
  - Presidente: Mao Tse-tung (1949–1959)
  - Primo ministro: Zhou Enlai (1949–1976)
- Corea del Nord
  - Capo di Stato: Kim Tu-bong (1948–1957)
  - Primo ministro: Kim Il-sung (1948–1972)
- Corea del Sud
  - Presidente: Syngman Rhee (1948–1960)
  - Primo ministro:
    1. Chang Myon (1950–1952)
    2. Yi Yun-yong (1952)
    3. Jang Taek-sang (1952)
    4. Baek Du-jin (1952–1954)
- Filippine
  - Presidente: Elpidio Quirino (1948–1953)
- Giappone
  - Imperatore: Hirohito (1926–1989)
  - Primo ministro: Shigeru Yoshida (1948–1954)
  - Comandante supremo delle forze alleate: Matthew Ridgway (1951–1952)
- Giordania
  - Re:
    1. Talal (1951–1952)
    2. Hussein (1952–1999)

  - Reggente: Zein al-Sharaf Talal (1952–1953)
  - Primo ministro: Tawfik Abu al-Huda (1951–1953)
- India
  - Presidente: Rajendra Prasad (1950–1962)
  - Primo ministro: Jawaharlal Nehru (1947–1964)
- Indonesia
  - Presidente: Sukarno (1945–1967)
  - Primo ministro:
    1. Soekiman Wirjosandjojo (1951–1952)
    2. Wilopo (1952–1953)
- Iran
  - Shah: Mohammad Reza Pahlavi (1941–1979)
  - Primo ministro:
    1. Mohammad Mossadeq (1951–1952)
    2. Ahmad Qavam (1952)
    3. Mohammad Mossadeq (1952–1953)
- Iraq
  - Re: Faisal II (1939–1958)
  - Primo ministro:
    1. Nuri al-Sa'id (1950–1952)
    2. Mustafa Mahmud al-Umari (1952)
    3. Nureddin Mahmud (1952–1953)
- Israele
  - Presidente:
    1. Chaim Weizmann (1948–1952)
    2. Itzhak Ben-Zvi (1952–1963)

  - Primo ministro: David Ben Gurion (1948–1954)
- Libano
  - Presidente:
    1. Bishara al-Khuri (1943–1952)
    2. Camille Chamoun (1952–1958)

  - Primo ministro:
    1. Abdallah El-Yafi (1951–1952)
    2. Sami as-Solh (1952)
    3. Nazim al-Akkari (1952)
    4. Sa'eb Salam (1952)
    5. Abdallah El-Yafi (1952)
    6. Khaled Chehab (1952–1953)
- Mongolia
  - Presidente: Gonchigiin Bumtsend (1940–1953)
  - Primo ministro:
    1. Horloogijn Čojbalsan (1939–1952)
    2. Yumjaagiin Tsedenbal (1952–1974)
- Nepal
  - Re: Tribhuvan (1951–1955)
  - Primo ministro:
    1. Matrika Prasad Koirala (1951–1952)
    2. Tribhuvan (1952–1953)
- Oman
  - Sultano: Sa'id bin Taymur (1932–1970)
- Pakistan
  - Re:
    1. Giorgio VI (1936–1952)
    2. Elisabetta II (1952–1956)

  - Governatore generale: Malik Ghulam Muhammad (1951–1955)
  - Primo ministro: Khawaja Nazimuddin (1951–1953)
- Siria
  - Presidente: Fawzi Selu (1951–1953)
  - Primo ministro: Fawzi Selu (1951–1953)
- Taiwan
  - Presidente: Chiang Kai-shek (1950–1975)
  - Primo ministro: Chen Cheng (1950–1954)
- Thailandia
  - Re: Bhumibol Adulyadej (1946–2016)
  - Primo ministro: Plaek Pibulsonggram (1948–1957)
- Turchia
  - Presidente: Celâl Bayar (1950–1960)
  - Primo ministro: Adnan Menderes (1950–1960)
- Vietnam del Nord
  - Presidente: Ho Chi Minh (1945–1969)
  - Primo ministro: Ho Chi Minh (1945–1955)
- Vietnam del Sud
  - Presidente: Bảo Đại (1949–1955)
  - Primo ministro:
    1. Tran Van Huu (1950–1952)
    2. Nguyen Van Tam (1952–1953)
- Yemen
  - Re: Ahmad bin Yahya (1948–1955)
  - Primo ministro: Hassan ibnbin Yahya (1948–1955)

## Europa
- Albania
  - Presidente: Ömer Nishani (1944–1953)
  - Primo ministro: Enver Hoxha (1944–1954)
- Andorra
  - Coprincipi di Andorra:
    - Coprincipe francese: Vincent Auriol (1947–1954)
    - Coprincipe episcopale: Ramón Iglesias i Navarri (1943–1969)
- Austria
  - Presidente: Theodor Körner (1951–1957)
  - Primo ministro: Leopold Figl (1945–1953)
  - Governatore militare statunitense:
    1. Walter J. Donnelly (1950–1952)
    2. Llewellyn Thompson (1952–1955)

  - Governatore militare britannico: Harold Caccia (1950–1954)
  - Governatore militare francese: Jean Payart (1950–1955)
  - Governatore militare sovietico: Vladimir Sviridov (1949–1953)
- Belgio
  - Re Baldovino (1951–1993)
  - Primo ministro:
    1. Joseph Pholien (1950–1952)
    2. Jean Van Houtte (1952–1954)
- Bulgaria
  - Presidente: Georgi Damjanov (1950–1958)
  - Primo ministro: Vălko Červenkov (1950–1956)
- Cecoslovacchia
  - Presidente: Klement Gottwald (1948–1953)
  - Primo ministro: Antonín Zápotocký (1948–1953)
- Danimarca
  - Re: Federico IX (1947–1972)
  - Primo ministro: Erik Eriksen (1950–1953)
- Finlandia
  - Presidente: Juho Kusti Paasikivi (1946–1956)
  - Primo ministro: Urho Kekkonen (1950–1953)
- Francia
  - Presidente: Vincent Auriol (1947–1954)
  - Primo ministro:
    1. René Pleven (1951–1952)
    2. Edgar Faure (1952)
    3. Antoine Pinay (1952–1953)
- Germania Est
  - Presidente: Wilhelm Pieck (1949–1960)
  - Presidente del Consiglio: Otto Grotewohl (1949–1964)
- Germania Ovest
  - Presidente: Theodor Heuss (1949–1959)
  - Cancelliere: Konrad Adenauer (1949–1963)
- Grecia
  - Re: Paolo (1947–1964)
  - Primo ministro:
    1. Nikolaos Plastiras (1951–1952)
    2. Dimitrios Kiousopoulos (1952)
    3. Alexandros Papagos (1952–1955)
- Irlanda
  - Presidente: Seán T. O'Kelly (1945–1959)
  - Primo ministro: Éamon de Valera (1951–1954)
- Islanda
  - Presidente:
    1. Sveinn Björnsson (1944–1952)
    2. Ásgeir Ásgeirsson (1952–1968)

  - Primo ministro: Steingrímur Steinþórsson (1950–1953)
- Italia
  - Presidente: Luigi Einaudi (1948–1955)
  - Primo ministro: Alcide De Gasperi (1945–1953)
- Jugoslavia
  - Capo di Stato: Ivan Ribar (1945–1953)
  - Primo ministro: Josip Broz Tito (1945–1963)
- Liechtenstein
  - Principe:Francesco Giuseppe II (1938–1989)
  - Primo ministro: Alexander Frick (1945–1962)
- Lussemburgo
  - Granduchessa: Carlotta (1919–1964)[1]
  - Primo ministro: Pierre Dupong (1937–1953)[2]
- Monaco
  - Principe: Rainieri (1949–2005)
  - Primo ministro: Pierre Voizard (1950–1953)
- Norvegia
  - Re: Haakon VII (1905–1957)[1]
  - Primo ministro: Oscar Torp (1951–1955)
- Paesi Bassi
  - Regina: Giuliana (1948–1980)
  - Primo ministro: Willem Drees (1948–1958)
- Polonia
  - Presidente:
    1. Bolesław Bierut (1944–1952)
    2. Aleksander Zawadzki (1952–1964)

  - Primo ministro:
    1. Józef Cyrankiewicz (1947–1952)
    2. Bolesław Bierut (1952–1954)
- Portogallo
  - Presidente: Francisco Craveiro Lopes (1951–1958)
  - Primo ministro: António de Oliveira Salazar (1932–1968)
- Regno Unito
  - Re:
    1. Giorgio VI (1936–1952)
    2. Elisabetta II (1952–2022)

  - Primo ministro: Winston Churchill (1951–1955)
- Romania
  - Presidente:
    1. Constantin Parhon (1947–1952)
    2. Petru Groza (1952–1958)

  - Primo ministro:
    1. Petru Groza (1945–1952)
    2. Gheorghe Gheorghiu-Dej (1952–1955)
- San Marino
  - Capitani reggenti:
    1. Domenico Forcellini e Giovanni Terenzi (1951–1952)
    2. Domenico Morganti e Mariano Ceccoli (1952)
    3. Arnaldo Para e Eugenio Bernardini (1952–1953)
- Spagna
  - Capo di Stato: Francisco Franco (1936–1975)
  - Primo ministro: Francisco Franco (1939–1973)
- Svezia
  - Re: Gustavo VI Adolfo (1950–1973)
  - Primo ministro: Tage Erlander (1946–1969)
- Svizzera
  - Presidente: Karl Kobelt (1952)
- Ungheria
  - Presidente:
    1. Sándor Rónai (1950–1952)
    2. István Dobi, (1952–1967)

  - Primo ministro:
    1. István Dobi (1948–1952)
    2. Mátyás Rákosi (1952–1953)
- Unione Sovietica
  - Presidente: Nikolaj Michajlovič Švernik (1946–1953)
  - Primo ministro: Iosif Stalin (1941–1953)
- Vaticano
  - Papa: Pio XII (1939–1958)

## Oceania
- Australia
  - Re:
    1. Giorgio VI (1936–1952)
    2. Elisabetta II (1952–2022)

  - Governatore generale: Sir William McKell (1947–1953)
  - Primo ministro: Robert Menzies (1949–1966)
- Nuova Zelanda
  - Re:
    1. Giorgio VI (1936–1952)
    2. Elisabetta II (1952–2022)

  - Governatore generale:
    1. Bernard Freyberg (1946–1952)
    2. Humphrey O'Leary (1952)
    3. Willoughby Norrie (1952–1957)

  - Primo ministro: Sidney Holland (1949–1957)